# Mark Lauren
Mark Lauren (*  1. Mai 1972) ist ein Bestseller-Autor, Rekordhalter im militärischen Apnoe-Tauchen.

## Kindheit und Schulzeit
Lauren wurde in den Vereinigten Staaten geboren und verbrachte die ersten eineinhalb Jahre seines Lebens in Los Angeles, Kalifornien. Nachdem sich seine deutsche Mutter und sein philippinischer Vater trennten, lebte er mit seiner deutschen Familie in der Nähe von Frankfurt. Dort besuchte er eine deutsche Schule bis zur dritten Klasse. Im Alter von neun Jahren zog Lauren mit seiner Mutter nach Clearwater, Florida und lernte dort an einer Privatschule Englisch zu lesen, sprechen und schreiben.
Ein Leichtathletiktrainer brachte ihm mit 13 Jahren das Prinzip der Superkompensation bei. 1995 gewann er an seiner High School als Leichtgewicht den Titel des „Mr. Hawk“-Bodybuilding-Wettbewerbs, ein Jahr später im Mittelgewicht und in der Gesamtwertung.

## Karriere beim Militär
Im Juni 1997 schrieb sich Lauren beim US-Militär ein und begann den eineinhalbjährigen Ausbildungsprozess, zum Special Operations Combat Controller.
Nach der Grundausbildung scheiterte Lauren im ersten Anlauf, das Training abzuschließen. Von den 96 Kandidaten waren nur vier erfolgreich, im zweiten Anlauf war er einer von 12 erfolgreichen Absolventen aus einer Gruppe von mehr als hundert Kandidaten.
Lauren hält immer noch den Rekord für die längste Unterwasser-Schwimmstrecke im Pararescue/Combat Control Indoctrination Course: Er schwamm 133 Meter unter Wasser und hielt dabei für zwei Minuten und 23 Sekunden die Luft an – bis er am Schluss das Bewusstsein verlor.
Nach der Ausbildung wurde Lauren zuerst einem Team der 22nd Special Tactics Squadron in Washington State zugeteilt, später selbst zum Ausbilder ernannt. In dieser Position überarbeitete Lauren das Fitness- und Krafttraining der Spezialeinheiten.

## Ausbildung
Im Militärdienst absolvierte Lauren folgende Programme:
- Basic Training
- Pararescue / Combat Control Indoctrination Course
- Special Forces Underwater Operations (Tauchschule)
- Army Basic Parachutist (static line)
- Air Force Escape and Evasion (Survival-Ausbildung)
- Military Freefall (Fallschirmspringer-Ausbildung)
- Air Traffic Control School
- Combat Control School
- Underwater Egress
- Advanced Skills Training
- Amphibious Infiltration Techniques
- High Risk P.O.W. Resistance Training
- Airmen Leadership Course
- Basic Instructor Course

Zudem erhielt Lauren mehrere Abschlüsse am Community College der Air Force.

## Karriere im Muay-Thai-Boxen
Nach seiner Dienstzeit beim Militär begann Lauren in Thailand als Muay-Thai-Boxer zu trainieren. 2009 gewann er den Titelgürtel der Florida IKF im Mittelgewicht, im selben Jahr einen Profi-Titelgürtel in Thailand.

## Weitere Karriere als Ausbilder
Als Dienstleister bildete Lauren weiterhin Spezialeinheiten aus und begann währenddessen sein erstes Buch zu schreiben, „You Are Your Own Gym“. Er veröffentlichte es zuerst im Eigenverlag, im Januar 2011 wurde es von Ballantine Books, einer Verlagsmarke von Random House, neu veröffentlicht. „You Are Your Own Gym“ (In Deutschland: Fit ohne Geräte) wurde in zwölf Sprachen übersetzt und verkaufte sich weltweit mehr als eine Million Mal, der Großteil davon in Deutschland. Sein zweites Buch, „Body By You“ (In Deutschland: Fit ohne Geräte für Frauen) wurde in sechs Sprachen übersetzt. 2014 veröffentlichte Lauren in Deutschland sein Intensivprogramm „Fit ohne Geräte – die 90-Tage-Challenge“, das ebenfalls zum Bestseller wurde.
Lauren hat daneben als Produzent und Darsteller zahlreiche Trainings-DVDs auf den Markt gebracht, darunter „You Are Your Own Gym“ und „EFX: Postural Bodyweight Training“.

## Bibliographie
- You Are Your Own Gym: The Bible of Bodyweight Exercises Ballantine Books, 2011
- Fit ohne Geräte: Trainieren mit dem eigenen Körpergewicht, Riva, 2011
- Body By You: The You Are Your Own Gym Guide To Total Women's Fitness Ballantine Books, 2013
- Fit ohne Geräte für Frauen: Trainieren mit dem eigenen Körpergewicht, Riva, 2013
- Fit ohne Geräte – die 90-Tage-Challenge, Riva, 2014
- Fit ohne Geräte – Kraftstoff: Die optimale Ernährung für weniger Körperfett und mehr Muskeldefinition – geeignet für Männer und Frauen, Riva, 2016
- Strong and Lean: 9-Minute Daily Workouts to Build Your Best Body Without Equipment—Anywhere, Anytime, In No Time, St. Martin''s Publishing Group, 2021

## Filmographie
- You Are Your Own Gym 3 DVD set – Himself – 2012
- Fit ohne Geräte – Trainieren mit dem eigenen Körpergewicht – Himself – 2013
- Elite Functional Exercise(EFX): Postural Bodyweight Training – Himself – 2013
- Fit ohne Geräte für Fortgeschrittene – Elite Functional Exercise – Himself – 2014
- Mobility Rx – Himself – 2014
- Fit ohne Geräte – Das Mobility-Workout – Himself – 2015
- Bodyweight Trainer Videos – Himself – 2014
- Bodyweight Strength Training For Runners – Himself – 2018
- Bodyweight Training 2.0 – Himself – 2019